# Axmar-Gåsholma
Axmar-Gåsholma este o arie protejată (arie specială de conservare — SAC, sit de importanță comunitară — SCI, arie de protecție specială avifaunistică — SPA) din Suedia întinsă pe o suprafață de 5.599,6 ha, integral pe uscat.

## Localizare
Centrul sitului Axmar-Gåsholma este situat la coordonatele 61°03′16″N 17°13′21″E / 61.0545°N 17.2226°E.

## Înființare
Situl Axmar-Gåsholma a fost declarat sit de importanță comunitară în ianuarie 1998 pentru a proteja 17 specii de animale. Alte tipuri de protecție:
- arie de protecție specială avifaunistică (în ianuarie 1998)[2]
- arie specială de conservare (în martie 2011)[1][3][4]

## Biodiversitate
Situată în ecoregiunile boreală și marină baltică, aria protejată conține 21 de habitate naturale: Insulițe și insule mici din Baltica boreală, Bancuri de nisip acoperite în permanență slab de apă marină, Taiga vestică, Mlaștini turboase de tranziție și turbării mișcătoare, Păduri caducifoliate de mlaștină fino-scandinave, Pajiști carstice calcaroase sau bazofile, de Alysso-Sedion albi, Păduri aluvionare cu Alnus glutinosa și Fraxinus excelsior (Alno-Padion, Alnion incanae, Salicion albae), Pășuni de coastă din Baltica boreală, Cursuri de apă de la nivel de câmpie la nivel montan, cu vegetație Ranunculion fluitantis și Callitricho-Batrachion, Păduri naturale în etape succesive primare ale suprafețelor emergente de coastă, Vegetație perenă pe țărmurile stâncoase, Lagune de coastă, Mlaștini alcaline, Mlaștini împădurite, Pășuni din zone de pădure fino-scandinave, Lacuri și iazuri distrofice naturale, Recifuri, Litoraluri nisipoase din Baltica boreală cu vegetație perenă, Golfuri mici largi și golfuri puțin adânci, Estuare, Terase mlăștinoase și terase nisipoase neacoperite de apă la reflux.
La baza desemnării sitului se află mai multe specii protejate:
- păsări (16): minunița (Aegolius funereus), cocoșul de mesteacăn (Bonasa bonasia), Branta leucopsis, ciocănitoare neagră (Dryocopus martius), șoimul rândunelelor (Falco subbuteo), cufundar polar (Gavia arctica), ciuvică (Glaucidium passerinum), sfrâncioc roșiatic (Lanius collurio), vultur pescar (Pandion haliaetus), ciocănitoare de munte (Picoides tridactylus), ciocănitoare verzuie (Picus canus), corcodel-urechiat (Podiceps auritus), chiră de baltă (Sterna hirundo), Sterna paradisaea, cocoșul de mesteacăn (Tetrao tetrix tetrix),  cocoș de munte (Tetrao urogallus)
- mamifere (1): Halichoerus grypus